# 森田宏樹
森田 宏樹（もりた ひろき、1962年2月23日 - ）は、日本の民法学者。東京大学教授。星野英一に師事。岐阜県出身。

## 学歴
- 1980年 - 東海高等学校卒業
- 1984年 - 東京大学法学部卒業

## 職歴
- 1984年 - 東京大学法学部助手
- 1987年 - 東北大学法学部助教授
- 1999年 - 東北大学法学部教授
- 2000年 - 東京大学大学院法学政治学研究科教授

## 著書
- 『契約責任の帰責構造』（有斐閣、2002年）ISBN 978-4641132870